# Pastrana (Guadalajara)
Pastrana è un comune spagnolo di 850 abitanti (2022) situato nella comunità autonoma di Castiglia-La Mancia.

## Monumenti e luoghi di interesse
- Palazzo Ducale di Pastrana

## Amministrazione

### Gemellaggi
- Eboli[senza fonte]